# Wewoka
Wewoka – miejscowość w Stanach Zjednoczonych, w stanie Oklahoma, siedziba administracyjna hrabstwa Seminole.